# Porter Moser
Porter Andrew Moser (Naperville, 24 agosto 1968) è un ex cestista e allenatore di pallacanestro statunitense.